# Kiscsécs
Kiscsécs è un comune dell'Ungheria di 219 abitanti (dati 2001) . È situato nella contea di Borsod-Abaúj-Zemplén.